# 锡场镇 (东源县)
锡场镇，是中华人民共和国广东省河源市东源县下辖的一个乡镇级行政单位。

## 行政区划
锡场镇下辖以下地区：
锡场社区、治溪村、长江村、禾石坑村、河洞村、厚洞村、林禾村、林石村、乌桂村、新三洞村、水库村和杨梅村。